# Leucauge conifera
Leucauge conifera là một loài nhện trong họ Tetragnathidae.
Loài này thuộc chi Leucauge. Leucauge conifera được miêu tả năm 1919 bởi Hogg.